# Paul Carafotes
Paul Carafotes (Somerville, 23 marzo 1963) è un attore statunitense, meglio conosciuto per aver interpretato il ruolo di Harold Dyer nella soap opera televisiva California dal 1988 al 1990.

## Filmografia parziale

### Cinema
- Headin' for Broadway, regia di Ralph Morelli (1980)
- Choices, regia di John Carluccio (1981)
- Il ribelle (All the Right Moves), regia di Michael Chapman (1983)
- Cro Magnon: odissea nella preistoria (The Clan of the Cave Bear), regia di Michael Chapman (1986)
- Appuntamento al buio (Blind Date), regia di Blake Edwards (1987)
- Fight Club, regia di David Fincher (1999)
- Lonely Hearts, regia di Todd Robinson (2006)

### Televisione
- Il mio amico Arnold (Diff'rent Strokes) – serie TV, episodio 4x02 (1981)
- La signora in giallo (Murder, She Wrote) – serie TV, episodio 1x13 (1985)
- Senza traccia (Without a Trace) – serie TV, episodio 1x15 (2003)
- CSI - Scena del crimine (CSI: Crime Scene Investigation) – serie TV, 2 episodi (2004-2006)
- CSI: NY – serie TV, 2 episodi (2004-2005)
- Brotherhood - Legami di sangue (Brotherhood) – serie TV, episodio 1x09 (2006)
- Castle – serie TV, episodio 2x23 (2010)
- Criminal Minds – serie TV, episodio 10x12 (2015)
- The Night Of - Cos'è successo quella notte? (The Night Of) – miniserie TV, episodio 4 (2016)

## Doppiatori italiani
Nelle versioni in italiano delle opere in cui ha recitato, Paul Carafotes è stato doppiato da:
- Gino Manfredi in CSI: NY
- Francesco Rizzi in Brotherhood - Legami di sangue (secondo doppiaggio)
- Vladimiro Conti in Damages
- Stefano Santerini in Castle
- Alberto Bognanni in Criminal Minds
- Nicola Braile in The Night Of - Cos'è successo quella notte?
- Mauro Gravina in Tulsa King